# Winslow (Indiana)
Winslow és una població dels Estats Units a l'estat d'Indiana. Segons el cens del 2000 tenia 881 habitants.

## Demografia
Segons el cens del 2000, Winslow tenia 881 habitants, 370 habitatges, i 237 famílies. La densitat de població era de 531,5 habitants/km².
Dels 370 habitatges en un 28,4% hi vivien nens de menys de 18 anys, en un 47,3% hi vivien parelles casades, en un 11,4% dones solteres, i en un 35,9% no eren unitats familiars. En el 31,6% dels habitatges hi vivien persones soles el 16,2% de les quals corresponia a persones de 65 anys o més que vivien soles. El nombre mitjà de persones vivint en cada habitatge era de 2,38 i el nombre mitjà de persones que vivien en cada família era de 2,96.
Per edats la població es repartia de la següent manera: un 25,3% tenia menys de 18 anys, un 9,1% entre 18 i 24, un 27,9% entre 25 i 44, un 20,7% de 45 a 60 i un 17% 65 anys o més.
L'edat mediana era de 38 anys. Per cada 100 dones de 18 o més anys hi havia 94,7 homes.
La renda mediana per habitatge era de 28.672 $ i la renda mediana per família de 33.864 $. Els homes tenien una renda mediana de 30.063 $ mentre que les dones 19.259 $. La renda per capita de la població era de 13.986 $. Entorn de l'11,3% de les famílies i el 13,5% de la població estaven per davall del llindar de pobresa.

## Poblacions més properes
El següent diagrama mostra les poblacions més properes.